# Semaeopus cantona
Semaeopus cantona là một loài bướm đêm trong họ Geometridae.